# Wilhelm Ostwald

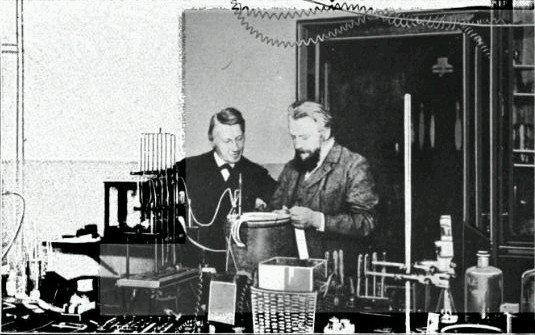
Wilhelm Ostwald avec son collègue chimiste néerlandais Jacobus van 't Hoff.

Wilhelm Friedrich Ostwald, né le 2 septembre 1853 à Riga en Livonie dans l'Empire russe (actuelle Lettonie) et mort le 4 avril 1932 à Grossbothen, en Allemagne, est un chimiste germano-balte. Il reçoit le prix Nobel de chimie de 1909 « en reconnaissance de ses travaux sur la catalyse et pour ses recherches touchant les principes fondamentaux gouvernant l'équilibre chimique et les vitesses de réaction ». Il est aussi célèbre pour sa promotion d'une forme radicale d'énergétisme philosophique au début du XXe siècle.

## Biographie
Wilhelm Ostwald, physico-chimiste germano-livonien, commença sa carrière comme assistant en physique à l'université de Dorpat (gouvernement de Livonie, actuelle Estonie), avant de devenir professeur à Riga en 1881, puis professeur à l'université de Leipzig en 1887 où il enseigna la chimie et la philosophie. Il devint ensuite directeur de l'institut de physico-chimie.
Il a mis au point en 1900, avec son gendre Eberhard Brauer (de), un procédé de synthèse de l'acide nitrique à partir d'ammoniac, le procédé Ostwald.
Le prix Nobel de chimie en 1909 récompense ses travaux sur la catalyse chimique et ses recherches sur les principes fondamentaux qui gouvernent l'équilibre chimique et les vitesses de réaction. Il avait été lauréat du Faraday Lectureship de la Royal Society of Chemistry en 1904.
Il est aussi connu pour ses travaux sur les systèmes dispersés, colloïdes et émulsions, dont le mûrissement d'Ostwald décrit l'évolution dans le temps et la théorie de la dilution qui débouchèrent notamment sur la loi de la dilution qui porte son nom.
À partir de 1901, Ostwald s'intéressa à la couleur, avec pour objectif de fonder scientifiquement un système chromatique tout en rendant possible une théorie de l'harmonie des couleurs qui puisse servir de base à l'esthétique et à l'art de la peinture.
Outre ses contributions proprement scientifiques, Ostwald développa un certain nombre de conceptions philosophiques quant à la nature de la réalité. Il fut un fervent partisan de l'énergétisme. Il chercha à développer scientifiquement cette théorie générale qui soutenait que l'énergie était la véritable forme de la matière. Il fut à partir de 1910, avec Ernst Haeckel, une figure dominante du monisme allemand, approche qui se présentait comme une conception scientifique du monde. Mais il finit par se convertir à l'atomisme en 1911, après lecture de la communication de Jean Perrin au premier Congrès Solvay, intitulée Les preuves de la réalité moléculaire.
Ostwald défendit également le projet d'établir des normes universelles pour la monnaie ou encore pour le langage. Il s'intéressa dans ce cadre à la création de langues universelles, comme l'espéranto et surtout l'ido, dont il fut l'un des principaux artisans. Il fut en effet président du comité de travail élu en 1907 par la Délégation pour l'adoption d'une langue auxiliaire internationale qui résolut de modifier l'espéranto selon les idées du projet Ido. Il fut ensuite membre de la commission permanente de ce même comité chargé de développer l'ido.
À la suite d'un différend avec Louis Couturat, il se retira de la présidence de la Commission permanente. En 1916, il proposa une langue allemande mondiale, le Weltdeutsch, qui ne vit cependant jamais le jour. Dix ans plus tard, le 29 septembre 1926 dans le quotidien Vossische Zeitung, il s'expliqua sur le besoin de créer une nouvelle langue internationale,,,,.
En 1931, revenu à l'ido et devenu président d'honneur de l'académie de l'ido, Ostwald écrivit un article en ido dans la revue Progreso intitulé La Mondlinguo - Un Necesajo (La langue mondiale - une nécessité) dans lequel il compare l'humanité tout entière à un organisme vivant et le langage à son système nerveux. Il conclut par ses mots aux consonances européennes :

« La Pan-Europe [l'Union de l'Europe] n'est pas réalisable sans une telle langue auxiliaire pour des raisons purement techniques ; mais sans la Pan-Europe, nous sommes condamnés à la régression économique et culturelle. Pour cela, notre époque doit résoudre une tâche grandiose : créer le système nerveux pour l'organisme intégral de l'humanité, qui commence à se former,. »

Il est enterré dans la sépulture familiale du grand cimetière de Riga.
En 1970, l'Union astronomique internationale a donné le nom de Ostwald à un cratère lunaire.

## Œuvres
- Abrégé de chimie générale, G. Carré (Paris), 1893. texte en ligne disponible sur IRIS.
- Manual of physico-chemical measurements, MacMillan and Co (Londres, New York), 1894. texte en ligne disponible sur IRIS.
- Les Principes scientifiques de la chimie analytique, traduction par Auguste Hollard, Naud, Paris, 1903.
- L'Évolution d'une science : la chimie, Flammarion, Bibliothèque de philosophie scientifique, 1909.
- L'Énergie[13], Félix Alcan, Nouvelle collection scientifique, 1910.
- Les Grands Hommes, Flammarion, Bibliothèque de philosophie scientifique, 1912.

### Citations originales
1. ↑  (En ido) « Pan-Europa es ne-realigebla sen tala auxiliara linguo, pro nura teknikal motivi; ma sen Pan-Europa ni es kondamnita ad ekonomial e kultural regreso. Pro to nia epoko devas solvar la grandioza tasko: krear la nervo-sistemo por l'integra organismo dil homaro, qua komencas formacesar. »